# パベダン郡区
パベダン郡区 （ビルマ語: ပန်းဘဲတန်း မြို့နယ်、英語: Pabedan Township）はミャンマー ヤンゴン市 ヤンゴン西部県にある郡区。郡区は11の小区（Ward）によって構成される。郡区の東はチャウタダ郡区、南はヤンゴン川とセイッカン郡区、西はラタ郡区、北はダゴン郡区に接する。パベダン郡区には小学校3校、中学校2校、高等学校3校がある。さらにヤンゴンでも最大の市場であるボーヂョーアウンサン市場とテインヂー市場が設置されている。

## 主な建築物
パベダン郡区はイギリス統治時代の都市計画地区の中にあり、多くの植民地時代の建築物が残っている。ヤンゴン市開発委員会が保全している建築学的重要な建物、建築物は以下の通り。
| 建築物                                     | 種類     | 所在地                                        | 記 |
| ------------------------------------------ | -------- | --------------------------------------------- | -- |
| パベダン第2基礎教育高等学校（BEHS）        | 学校     | シュエボンター通り 124-142                    |    |
| ボーヂョーアウンサン市場                   | 市場     | ボーヂョーアウンサン通り                      |    |
| グラム・アリフ・マスジット・ワクフ・モスク | モスク   | ランマドー通り 62-64                          |    |
| 前インド生命保険会社社屋                   | オフィス | マーチャント通り 654 （シュエボンター通り角） |    |
| ナウサリプリ・モスク                       | モスク   | シュエボンター通り 281                        |    |
|                                            |          |                                               |    |
| スルティ・サニ・ジャマー・モスク           | モスク   | シュエボンター通り 149                        |    |

## ギャラリー

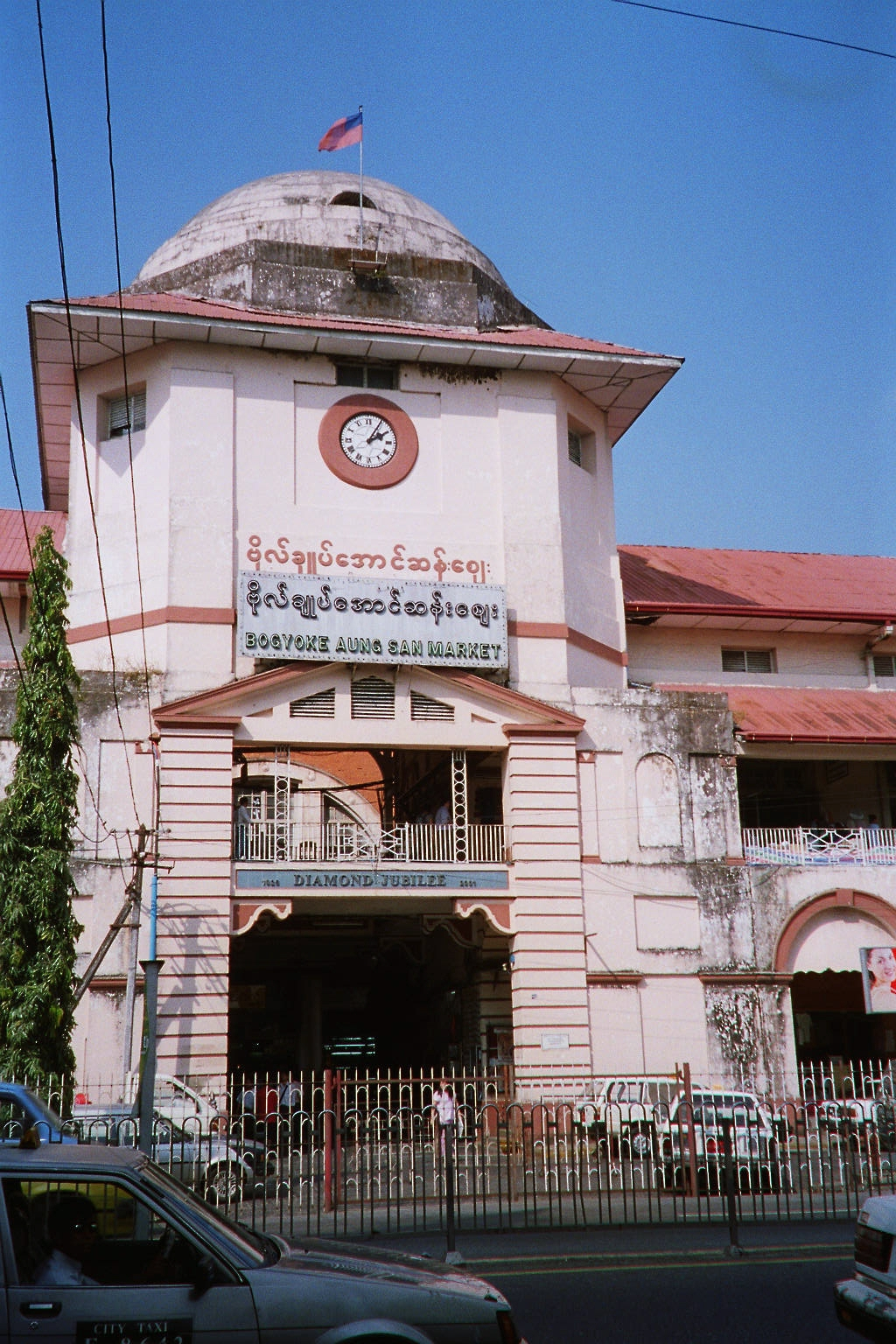
ボーヂョーアウンサン市場
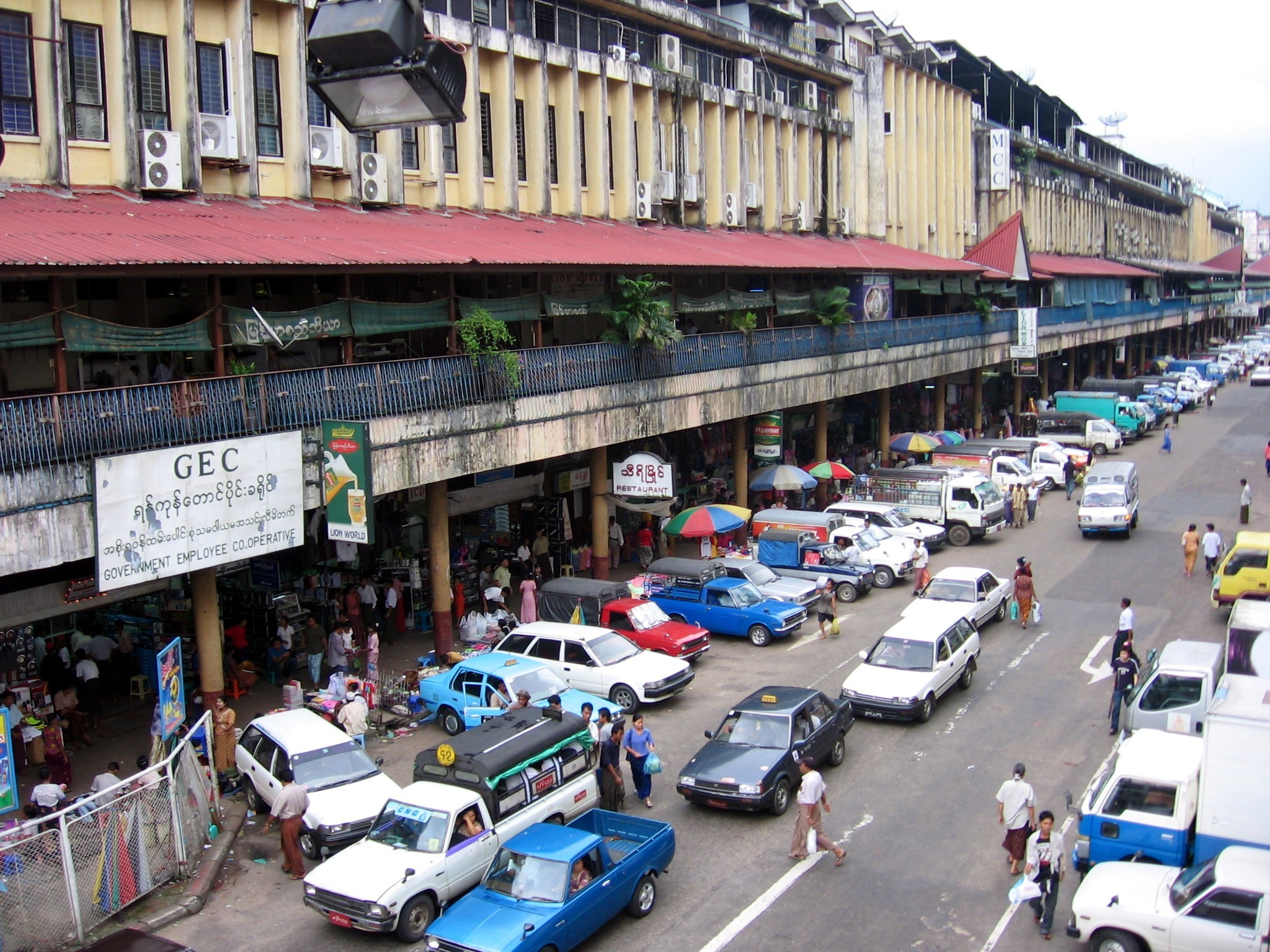
テインジー市場 -- ホール C